# Lengshuitan
Lengshuitan (en chino, 冷水滩; pinyin, Lěngshuǐtān (escuchar)ⓘ) es un distrito urbano bajo la administración directa de la Prefectura Yongzhou en la provincia de Hunan, República Popular China.  Su área es de 1217 km² y su población total para 2010 superó los 470 mil  habitantes. 

## Administración
Desde junio  de 2023, el distrito Lengshuitan se divide en 19 pueblos administrados en 10 subdistritos, 8 poblados y 1 villa.

## Toponimia
El topónimo Lengshuitan [/Ləng'shuéi-tan/] se compone de los sinogramas Leng-shui (agua fría) y Tan (banco de arena), lo que da como resultado "el banco de las aguas frías".
En esta zona había un banco de arena (滩 tan), del cual se encontraba un acantilado y un manantial fluía por dicho acantilado hasta un arroyo, como las aguas del arroyo eran frías, se le llamó 'Arroyo Frío' (冷溪). En la cultura china, las corrientes de agua menores como riachuelos o arroyos comúnmente se les llama Shui (水 "las aguas"). Durante la dinastía Qing, el magistrado del Condado Lingling (零陵县) Xu Dalun (徐大纶) dijo: 'Lo que llamamos "Arroyo Frío" (冷溪 Leng-xi) en general se conoce como Leng-shui tan, de ahí su nombre.